# نبرد گویلین و لیوژو
نبرد گویلین و لیوژو (انگلیسی: Battle of Guilin–Liuzhou) یکی از ۲۲ درگیری بزرگ بین ارتش انقلابی ملی (NRA) و نیروی زمینی امپراتوری ژاپن در طول جنگ دوم چین و ژاپن بود.
این نبرد سومین نبرد سه قسمتی از سری نبردهایی است که همچنین به عنوان عملیات ایچی-گو شناخته می‌شود. به عنوان بخشی از عملیات، هدف اصلی این حمله، اتصال قطعات قلمرو تحت تسلط ژاپن و همچنین تخریب پایگاه‌های هوایی در این منطقه بود که هواپیماهای نیروهای هوایی ایالات متحده در آن قرار داشتند.